# Wajuru
I Wajuru  sono un gruppo etnico del Brasile con una popolazione stimata in 248 individui nel 2014 (Funasa).

## Lingua
Parlano la lingua Wajuru (codice ISO 639: WYR) che appartiene alla famiglia linguistica Tupari. I membri più giovani per lo più parlano il portoghese. Alcuni parlano anche lo spagnolo dato che si trovano vicino al confine con la Bolivia. Per auto-identificarsi usano Wayurú, Ayurú, Wajuru o Ajuru, con le prime due denominazioni utilizzate esclusivamente per i membri anziani che hanno visttuo nel periodo prima del contatto massivo con i bianchi.

## Insediamenti
Vivono nello stato brasiliano di Rondônia. Nei primi decenni del XX secolo si trovavano sui fiumi Terebito e Colorado. Oggi sono stanziati nel territorio indigeno di Rio Guaporé, sul fiume Guaporé. Un altro gruppo vive a Porto Rolim de Moura do Guaporé, un insediamento sulle rive del fiume Mequéns.

## Storia
Un tempo i Wajuru erano divisi in tre sottogruppi: i Guayurú, il popolo della roccia, conosciuti anche con il termine Wãnun mian (wãnun significa "roccia"), gli Agouti e i Kündiriat, il popolo della foresta.